# Microdrive (Festplatte)

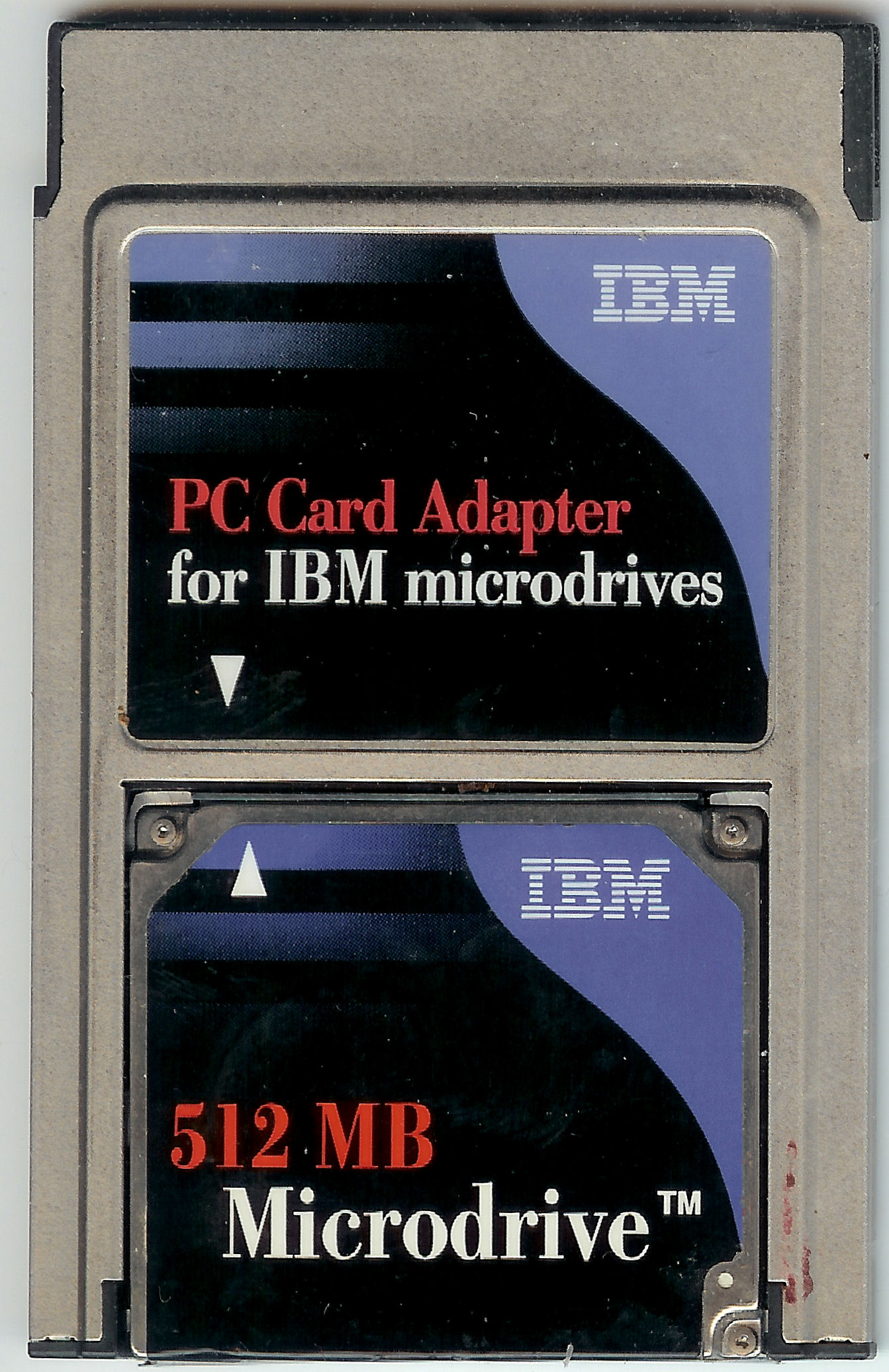
IBM Microdrive in einem PC-Card-Adapter

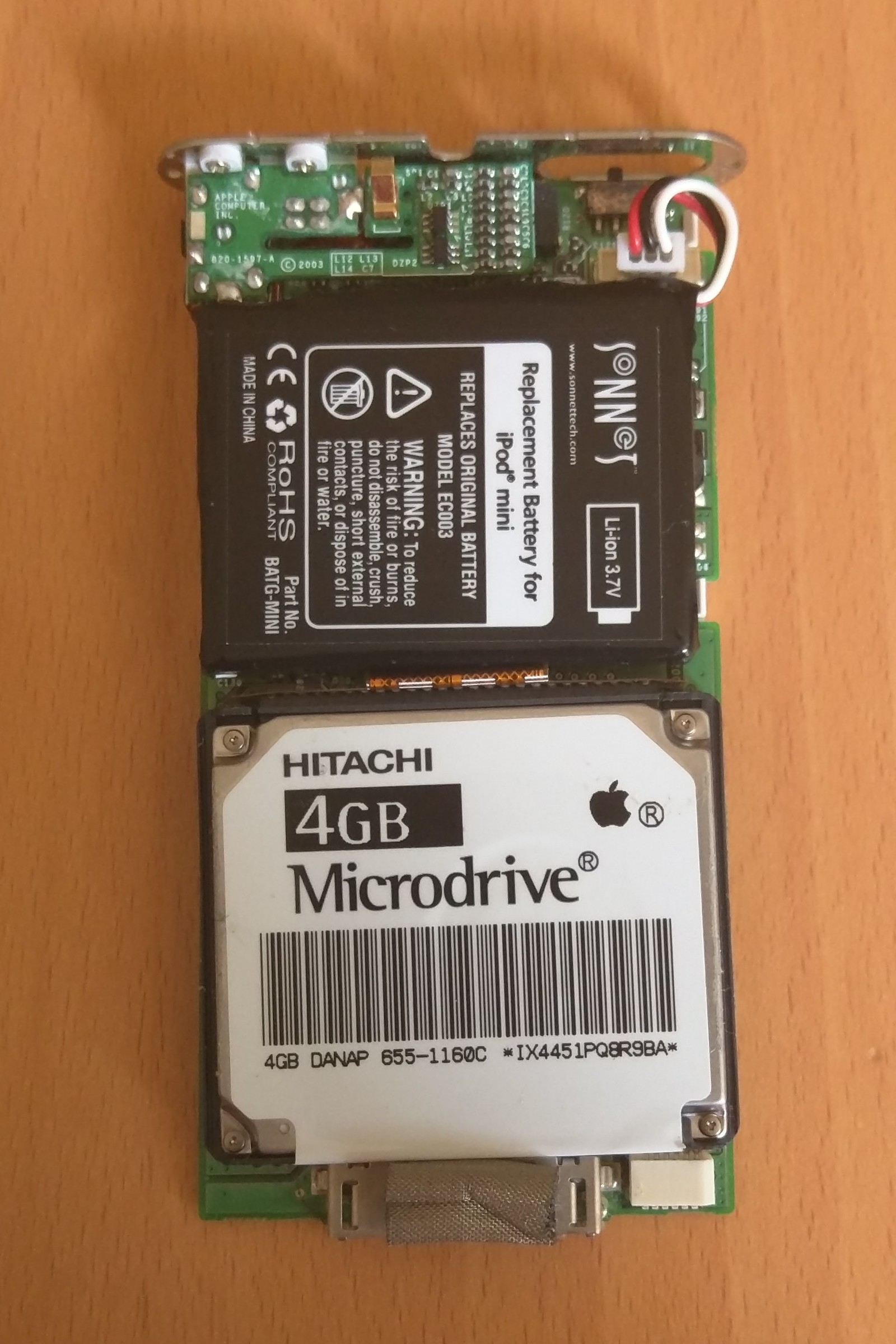
4 GB Microdrive von Hitachi in einem iPod mini

Microdrive ist die Bezeichnung für eine sehr kleine, 1 Zoll (2,5 cm) große Festplatte, die sowohl in Form von CompactFlash-II-Speicherkarten erhältlich war als auch fest in Geräte eingebaut wurde. Microdrive ist ein Markenname von IBM, wird aber auch für entsprechende Geräte anderer Hersteller verwendet.

## Eigenschaften
CompactFlash-Microdrives sind grundsätzlich im etwas dickeren CompactFlash-II-Gehäuse (5 mm) und passen somit nicht in Geräte, die nur einen dünnen CompactFlash-I-Schacht (3 mm) haben.
Vor dem Einsatz eines Speichermediums mit mehr als 2 GB Speicher muss überprüft werden, ob das Gerät, in dem die Karte verwendet werden soll, Medien mit dieser Kapazität überhaupt ansprechen kann. Normalerweise wird das Dateisystem FAT32 für Medien über 2 GB verwendet. Insbesondere ältere Geräte (Herstellungsdatum vor 2003) können häufig nur mit FAT16 formatierte Medien ansprechen und sind somit auf 2 GB als Obergrenze beschränkt.
Microdrives können in sämtlichen Lagen betrieben werden; laut Spezifikation ist das Microdrive 1 GB allerdings für maximal 140 Betriebsstunden/Monat ausgelegt (bei maximal 20 % Such-, Schreib- und Leseoperationen). Daher kann ein Microdrive nicht als Ersatz für eine herkömmliche Festplatte in einem PC verwendet werden, da dort üblicherweise längere Betriebszeiten und Festplattenaktivitäten vorkommen.

### Technische Daten
Das zuletzt produzierte Hitachi Microdrive 3K8 (8 GB) verfügt über folgende technische Daten:
- Drehgeschwindigkeit: 3600 Umdrehungen pro Minute
- Datenrate: ca. 10 MB/s Lesen und ca. 5 MB/s Schreiben
- Abmessungen: 40 × 30 × 5 mm
- Gewicht: 13 g

## Geschichte
Insbesondere mit dem Aufkommen von Digitalkameras Ende der 1990er Jahre stieg die Nachfrage nach kleinen Speichermodulen rapide an. Da der üblicherweise verwendete Flash-Speicher sehr teuer war (2001 kostete eine CompactFlash-Karte mit 128 MB umgerechnet etwa 175 Euro und mit 512 MB ungefähr 1200 Euro), entwickelte IBM als preisgünstige Alternative eine Miniatur-Festplatte in Form einer CompactFlash-II-Speicherkarte.
Als integriertes Gerät wurden Microdrives etwa in MP3-Spieler, PDAs, Navigationssysteme oder Mobiltelefone eingebaut.
In der ersten Generation hatten Microdrives Kapazitäten von 340 MB sowie 512 MB. Bereits die 340-MB-Version wurde von der NASA genutzt, um den kleinen Computern in den Raumanzügen einen ausreichenden Datenspeicher zur Verfügung zu stellen. Die NASA hat auch während der Shuttle Missionen STS-98 und STS-102 Microdrives eingesetzt, um Fotos zu speichern.
Es folgten Generationen mit Kapazitäten von 512 MB und 1 GB. Zwischenzeitlich verkaufte auch Iomega als Wiederverkäufer eine 340-MB-Version. Es wurden auch Microdrives mit einer Kapazität von 2,2 und 4 GB unter dem Namen Magicstore verkauft.
Nach dem Verkauf der Festplattensparte von IBM an Hitachi wurde dort das (nicht mehr ganz originale) „Original Microdrive“ mit Kapazitäten bis zu 8 GB produziert. Auch Seagate stellte Microdrives her, und zwar mit Kapazitäten von 2, 4, 5, 6 und 8 GB. Der Preisvorteil von Microdrives endete im Jahr 2006 durch den starken Preisverfall der Flash-Speicher. Daher sind Microdrives praktisch nicht mehr erhältlich. Zudem verbraucht Flash-Speicher weniger Energie, ist erschütterungsfest und deutlich schneller als Microdrives.

## Galerie

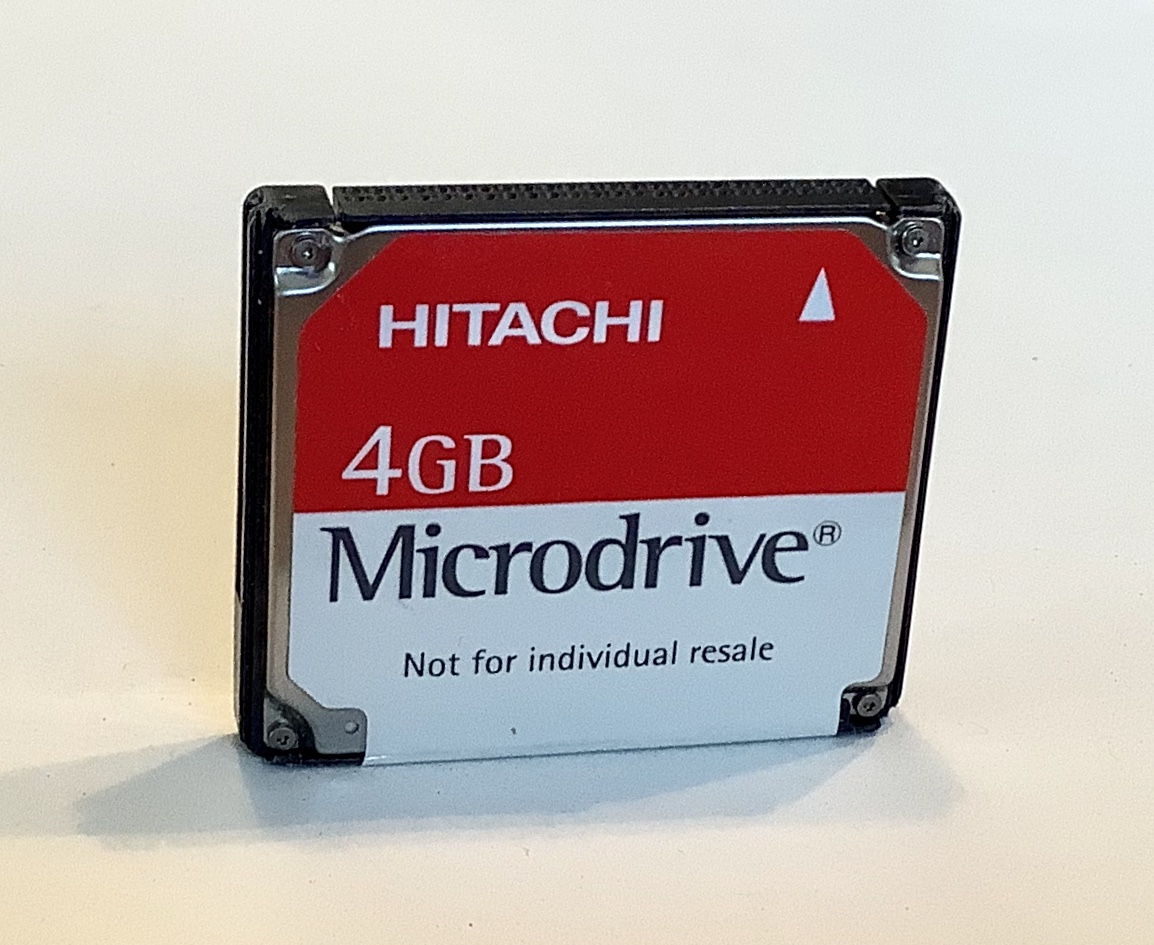
Hitachi Microdrive (4 GB)
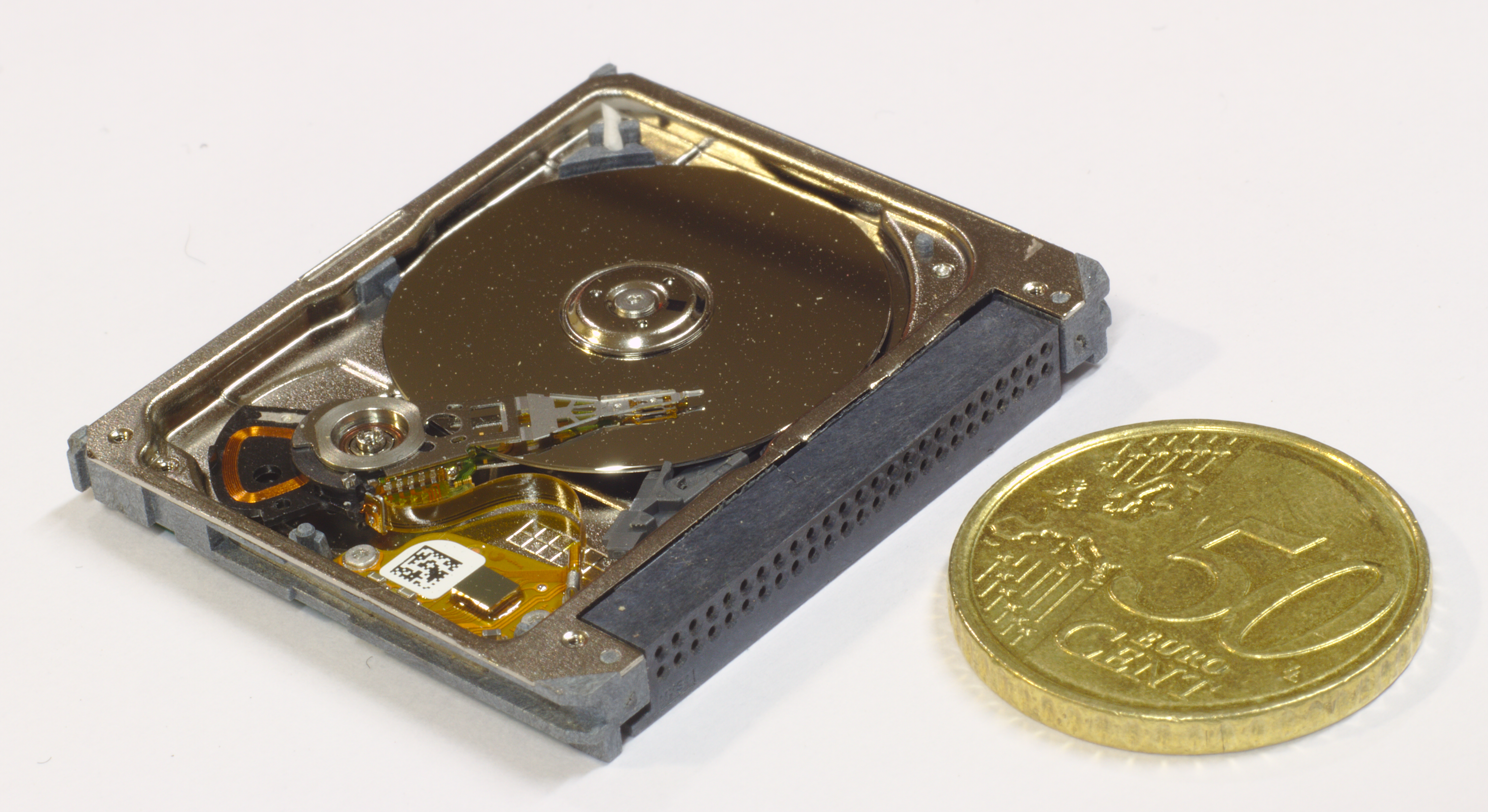
Geöffnetes Microdrive von Seagate (5 GB)
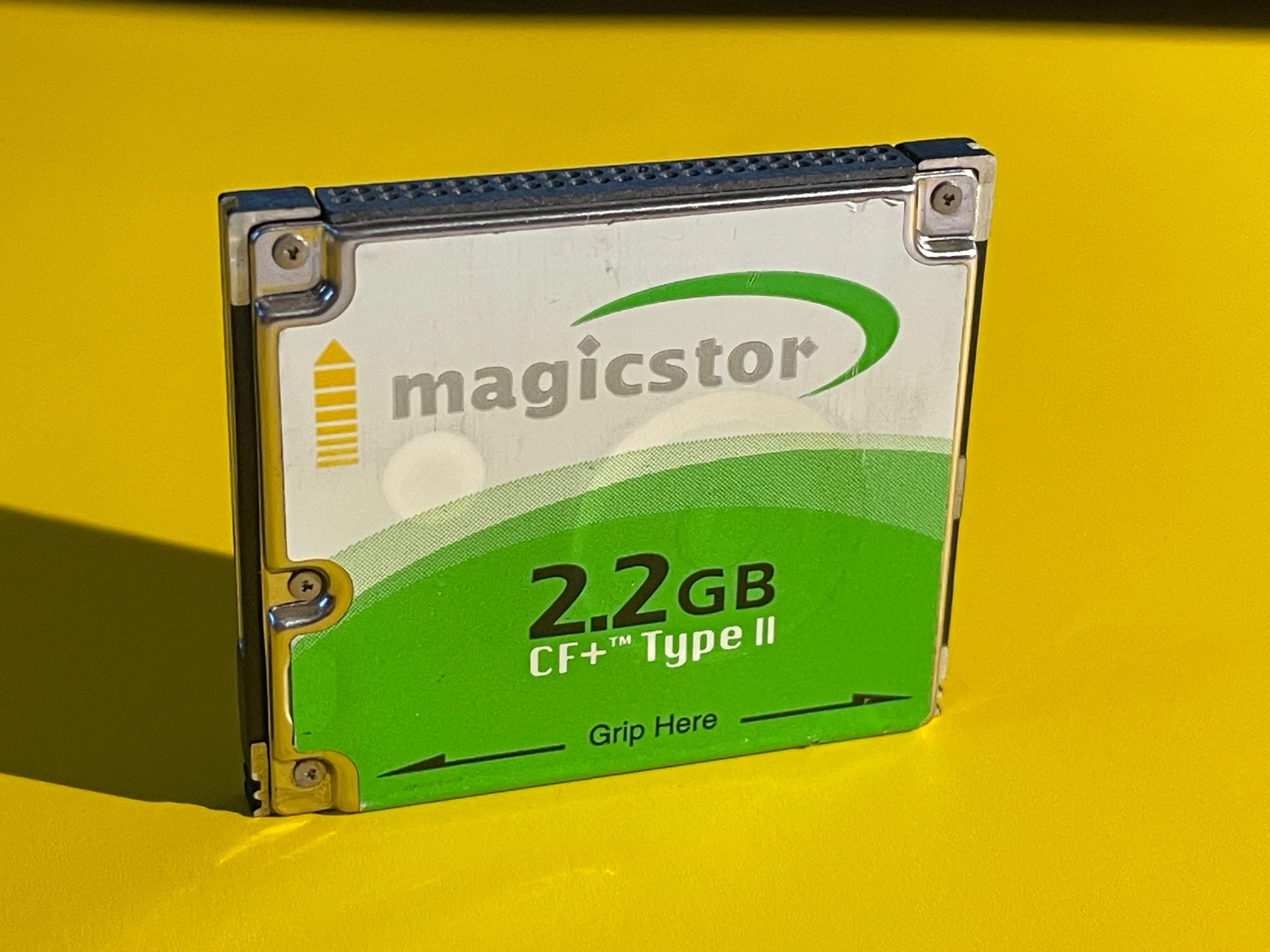
2,2 GB Microdrive
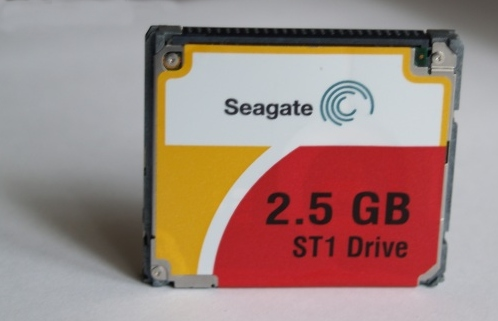
Seagate Microdrive (2,5 GB)